# 胡昭广
胡昭广（1939年—），男，中国企业家、政治人物。本科毕业于清华大学，曾任北京市人民政府副市长、北京市海淀区人民政府区长、北京控股有限公司主席。